# Metrolijn 51
Metrolijn 51 is sinds 3 maart 2019 een lijn van de Amsterdamse metro tussen station Amsterdam Centraal, Station Zuid en de Isolatorweg. Hoewel lijn 50 ook wel bekend staat als Ringlijn, omdat tussen station Sloterdijk en de Rozenoordspoorbrug gebruik wordt gemaakt van het dijklichaam van de Ringspoorbaan, geldt dit ook voor lijn 51, die bijna een ringlijn is, het deel tussen Centraal Station en Isolatorweg ontbreekt echter.

## Geschiedenis

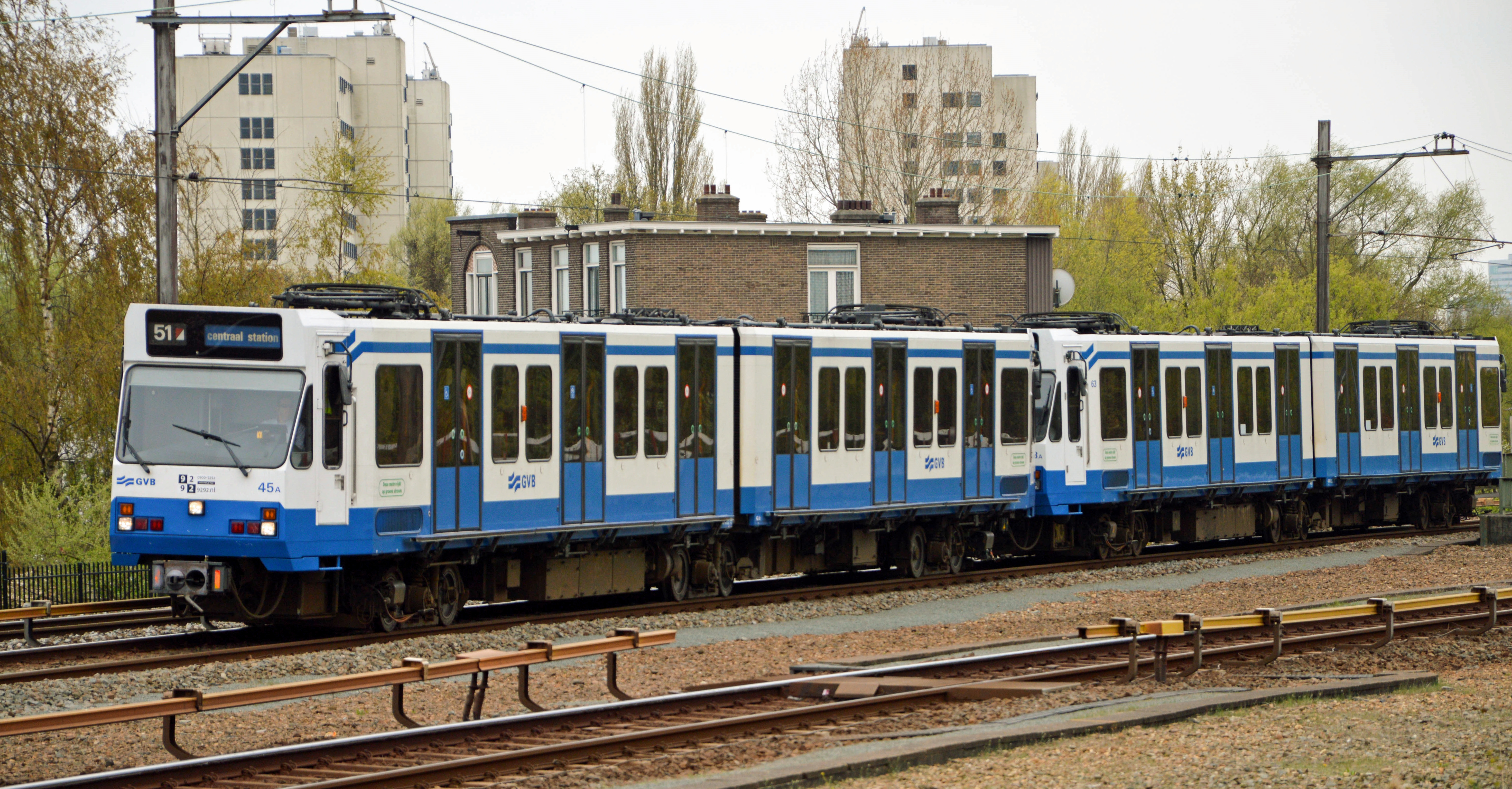
Metrotrein van lijn 51 nabij het Amstelstation.

Van de sinds 1990 bestaande metro/sneltramlijn 51 (de voormalige Amstelveenlijn) werd het lijngedeelte Station Zuid – Amstelveen Westwijk verbouwd tot gewone tramlijn. Van 3 maart 2019 t/m 12 december 2020 reed er een vervangende busdienst, sinds 13 december 2020 is de Amsteltram (tramlijn 25) gaan rijden.
Metrolijn 51 is vanaf 3 maart 2019 de route station Amsterdam Centraal – Amstelstation – Station Zuid blijven rijden en vervolgt voortaan zijn rit samen met metrolijn 50 via station Lelylaan en station Sloterdijk naar de Isolatorweg. Hiermee kreeg lijn 50 versterking op het drukste gedeelte met treinstellen die vrijkwamen van de lijn naar Amstelveen. Het Amstelstation behield zo zijn verbinding met station Zuid en kreeg een rechtstreekse verbinding met Amsterdam Nieuw-West.
Doordat lijn 51 geen speciaal materieel meer nodig heeft dat met stroomafnemers onder de bovenleiding kan rijden, kunnen alle typen metromaterieel op deze lijn worden ingezet.

## Tijdelijke buitendienststelling 2020
Met ingang van 30 maart 2020 werd lijn 51 als gevolg van de sterk teruggelopen reizigersaantallen tijdens de coronacrisis voor onbepaalde tijd buiten gebruik gesteld. Omdat deze lijn vrijwel geheel samenloopt met andere metrolijnen, verwachtte men van deze maatregel het minste ongemak voor de overblijvende reizigers. Sinds 29 april 2020 ging lijn 51 weer rijden. Begin 2021 reed lijn 51 tijdelijk een gehalveerde dienstregeling wegens personeelsgebrek.  

## Dienstuitvoering
| Traject                        | Treinopvolging | Treinopvolging                                                      | Treinopvolging      | Treinopvolging         | Treinopvolging                                     |
| Traject                        | Spits en dag   | Ochtend tot 7.00 uur, avond na 20.00 uur en weekeinde tot 10.00 uur | Avond tot 20.00 uur | Hoogzomer spits en dag | Hoogzomer ochtend tot 7.00 uur, avond en weekeinde |
| ------------------------------ | -------------- | ------------------------------------------------------------------- | ------------------- | ---------------------- | -------------------------------------------------- |
| Centraal Station ↔ Isolatorweg | 10 minuten     | 15 minuten                                                          | 12 minuten          | 12 minuten             | 15 minuten                                         |

Centraal Station (NS) ·
Nieuwmarkt ·
Waterlooplein ·
Weesperplein ·
Wibautstraat ·
Amstelstation (NS) ·
Spaklerweg ·
Overamstel ·
Station RAI (NS) ·
Station Zuid (NS) ·
Amstelveenseweg ·
Henk Sneevlietweg ·
Heemstedestraat ·
Station Lelylaan (NS) ·
Postjesweg ·
Jan van Galenstraat ·
De Vlugtlaan ·
Station Sloterdijk (NS) ·
Isolatorweg